# Le Bugs Bunny Show
Le Bugs Bunny Show (anciennement Bunny et ses amis) (The Bugs Bunny Show) est une anthologie télévisuelle animée américaine présentée par Bugs Bunny, composée de cartoons Warner Bros. Cartoons Looney Tunes et Merrie Melodies sortis entre le 1er août 1948 et la fin de l'année 1969. Aux États-Unis, l'émission a débuté comme un primetime d'une demi-heure sur ABC en octobre 1960, avec trois cartoons séparés par de nouvelles animations.
En France, l'émission a été diffusée à partir du 8 janvier 1975 sous le titre Bunny et ses amis dans l'émission Les Visiteurs du mercredi et à partir du 11 janvier 1975 dans Samedi est à vous sur TF1. Rediffusion dans les années 1980 sous le titre Le Bugs Bunny Show sur Antenne 2, puis à partir du 24 janvier 1990 dans Éric et Compagnie, puis Éric et Noëlla. Certains extraits du show seront détournés dans l'émission Décode pas Bunny sur Canal+.
Au Canada, l'émission a aussi été diffusée sur TVA sous le titre Bugs Bunny et ses amis entre 1989 et 2000 puis rediffusée sur Télétoon et Télétoon Rétro.